# Luna 26
Luna 26 (Luna-Resurs-Orbiter o Luna-Resurs O) è una missione spaziale pianificata della Roscosmos, parte del programma Luna-Glob. La missione consiste in un orbiter che sarà inserito in un'orbita polare attorno alla Luna. Oltre al suo ruolo scientifico, Luna 26 funzionerebbe anche come relè di telecomunicazioni tra la Terra e le future sonde russe che sbarcheranno sul suolo lunare. Questa missione è stata annunciata nel novembre 2014 e il suo lancio è previsto per il 2027 su un veicolo di lancio Soyuz-2.1b.

## Panoramica
La missione è in pianificazione almeno dal 2011. Originariamente era previsto che fosse lanciata sulla Luna insieme al lander lunare Luna 27 che atterrerà sul bacino Polo Sud-Aitken, un'area inesplorata nel lato nascosto della Luna, tuttavia a causa delle limitazioni di massa è stato deciso che verranno lanciati separatamente. La massa dell'orbiter è di circa 2100 kg.
L'obiettivo della sonda è individuare e quantificare le risorse naturali lunari che possono essere sfruttate dalle future missioni. Dopo il completamento della sua missione primaria, l'orbita della sonda verrà alzata a circa 500 km di altitudine per studiare i raggi cosmici.

## Collaborazione internazionale
L'Agenzia spaziale europea (ESA) intendeva contribuire a questa e ad altre missioni Luna-Glob in termini di comunicazioni, atterraggio di precisione, prevenzione dei rischi, perforazione, campionamento, analisi di campioni e supporto a terra, tuttavia la cooperazione dell'ESA con la Russia per Luna 26 è stata interrotta il 13 aprile 2022 a seguito dell'invasione russa dell'Ucraina.
Nell'ottobre 2017 la NASA stava negoziando e valutando una potenziale collaborazione con le missioni Luna-Glob, da Luna 25 a Luna 28.
Nel settembre 2019, l'Agenzia spaziale cinese (CNSA) e Roscosmos hanno firmato due accordi di cooperazione scientifica e coordinamento tra Luna 26 e il prossimo orbiter lunare polare Chang'e 7.

## Carico utile scientifico
Il carico scientifico a bordo dell'orbiter è composto da quattordici strumenti che saranno fabbricati dalla Russia e da alcuni partner europei. Il carico utile studierà la superficie lunare e l'ambiente attorno alla Luna, compreso il vento solare e i raggi cosmici ad alta energia. L'orbiter potrebbe trasportare alcuni strumenti della NASA o strumenti di società private statunitensi. Luna 26 esplorerà anche i siti di atterraggio per la missione del lander Luna 27 che dovrebbe successivamente atterrare sulla superficie.

## Destino
In seguito al fallimento della missione Luna 25, il destino di Luna 26 è stato messo in discussione e rimane incerto. A causa della sostituzione dell'intero gruppo dirigente della missione Luna 25, è probabile che la missione Luna 26 continui come previsto in modo che il nuovo gruppo dirigente possa acquisire esperienza con un orbiter lunare prima di tentare un altro atterraggio con Luna 27. Tuttavia, esiste la possibilità che Luna 26 così com'è venga demolito a favore di un altro tentativo con un lander del tipo Luna 25. Indipendentemente da ciò, il fallimento di Luna 25 ritarderà la missione Luna 26, qualunque sia l'obiettivo che verrà scelto in futuro.